# Хиландарски зборник
Хиландарски зборник је научни часопис који издаје Хиландарски одбор САНУ од 1966. године.

## О часопису

### Историјат
Потреба да се материјал у Хиландару, што ефикасније, систематски и што детаљније научно обради, а појединачним предметима или документима који се чувају у Хиландару, скине вео анонимности резултирала је оснивањем Хиландарског одбора САНУ 1964 год. у оквиру чијег рада су оформљене посебне истраживачке теме, са крајњим циљем публиикковања.

### Периодичност излажења
Повремено.

## Уредници
- Георгије Острогорски (1966)
- Светозар Радојчић (1967-1982)
- Војислав Ј. Ђурић (1983-1997)
- Војислав Кораћ (1998-)

## Аутори прилога
- Иван Дујчев
- Дионисиос Закитинос
- Реља Новаковић
- Слободан Ненадовић
- Димитрије Стефановић
- Динко Давидов
- Андрија Јаковљевић
- Божидар Ферјанчић
- Јанко Радовановић
- Мирјана Живојиновић
- Александар Фотић
- Ђорђе Бубало
- Предраг Миодраг
- Миодраг Марковић
- Сретен Петковић

## Теме
- Манастир Хиландар
- Повеље и рукописи
- Иконе
- Музикологија
- Црквено сликарство
- Археологија
- Етнологија